# Campeonato Mundial de Fórmula 1 de 2024
O Campeonato Mundial de Fórmula 1 da FIA de 2024 foi a 75ª temporada do Campeonato Mundial de Fórmula 1, que é reconhecido pela Federação Internacional de Automobilismo (FIA), o órgão regulador do automobilismo internacional, como a mais alta categoria de competiram para carros de corrida monopostos. O campeonato foi disputado em vários Grandes Prêmios realizados em diferentes países. Equipes e pilotos competiram para serem campeões mundiais de construtores e de pilotos, respectivamente.
Em 23 de novembro de 2024, Max Verstappen, da Red Bull Racing-Honda, sagrou-se tetracampeão mundial de pilotos após o Grande Prêmio de Las Vegas de 2024. Dentre os construtores, a McLaren se sagrou campeã após o Grande Prêmio de Abu Dhabi de 2024, conquistando seu nono título na história e quebrando um jejum que durava 26 anos. O último título de construtores do time de Woking havia sido conquistado em 1998. 

## Pilotos e equipes
Os três primeiros colocados da temporada de 2024:
| Campeão                    | Vice-campeão     | Terceiro lugar  |
| -------------------------- | ---------------- | --------------- |
|                            |                  |                 |
| Max Verstappen             | Lando Norris     | Charles Leclerc |
| Red Bull Racing-Honda RBPT | Mclaren-Mercedes | Ferrari         |

Os seguintes pilotos e equipes participaram do Campeonato Mundial de Fórmula 1 de 2024:
| Equipe                        | Construtor                   | Chassi(s) | Unidade de potência | Pneu | Pilotos | Pilotos          | Pilotos | Pilotos            | Pilotos                                                            | Pilotos                        |
| Equipe                        | Construtor                   | Chassi(s) | Unidade de potência | Pneu | N.°     | Nome do piloto   | Sigla   | Rodada             |                                                                    | Pilotos de teste e ou reservas |
| ----------------------------- | ---------------------------- | --------- | ------------------- | ---- | ------- | ---------------- | ------- | ------------------ | ------------------------------------------------------------------ | ------------------------------ |
| BWT Alpine F1 Team            | Alpine-Renault               | A524      | Renault E-Tech RE24 | P    | 31      | Esteban Ocon     | OCO     | 1-23               | Jack Doohan                                                        |                                |
| BWT Alpine F1 Team            | Alpine-Renault               | A524      | Renault E-Tech RE24 | P    | 10      | Pierre Gasly     | GAS     | 1-24               | Jack Doohan                                                        |                                |
| BWT Alpine F1 Team            | Alpine-Renault               | A524      | Renault E-Tech RE24 | P    | 61      | Jack Doohan      | DOO     | 24                 | Jack Doohan                                                        |                                |
| Aston Martin Aramco F1 Team   | Aston Martin Aramco-Mercedes | AMR24     | Mercedes-AMG F1 M15 | P    | 14      | Fernando Alonso  | ALO     | 1-24               | Felipe Drugovich Stoffel Vandoorne                                 |                                |
| Aston Martin Aramco F1 Team   | Aston Martin Aramco-Mercedes | AMR24     | Mercedes-AMG F1 M15 | P    | 18      | Lance Stroll     | STR     | 1-24               | Felipe Drugovich Stoffel Vandoorne                                 |                                |
| Scuderia Ferrari HP           | Ferrari                      | SF-24     | Ferrari 066/12      | P    | 16      | Charles Leclerc  | LEC     | 1-24               | Antonio Giovinazzi Arthur Leclerc Oliver Bearman Robert Shwartzman |                                |
| Scuderia Ferrari HP           | Ferrari                      | SF-24     | Ferrari 066/12      | P    | 55      | Carlos Sainz Jr. | SAI     | 1, 3-24            | Antonio Giovinazzi Arthur Leclerc Oliver Bearman Robert Shwartzman |                                |
| Scuderia Ferrari HP           | Ferrari                      | SF-24     | Ferrari 066/12      | P    | 38      | Oliver Bearman   | BEA     | 2                  | Antonio Giovinazzi Arthur Leclerc Oliver Bearman Robert Shwartzman |                                |
| MoneyGram Haas F1 Team        | Haas-Ferrari                 | VF-24     | Ferrari 066/10      | P    | 20      | Kevin Magnussen  | MAG     | 1-16, 18-20, 22-24 | Oliver Bearman Pietro Fittipaldi                                   |                                |
| MoneyGram Haas F1 Team        | Haas-Ferrari                 | VF-24     | Ferrari 066/10      | P    | 27      | Nico Hülkenberg  | HUL     | 1-24               | Oliver Bearman Pietro Fittipaldi                                   |                                |
| MoneyGram Haas F1 Team        | Haas-Ferrari                 | VF-24     | Ferrari 066/10      | P    | 50      | Oliver Bearman   | BEA     | 17, 21             | Oliver Bearman Pietro Fittipaldi                                   |                                |
| Stake F1 Team Kick Sauber     | Kick Sauber-Ferrari          | C44       | Ferrari 066/12      | P    | 24      | Guanyu Zhou      | ZHO     | 1-24               | Robert Shwartzman Théo Pourchaire Zane Maloney                     |                                |
| Stake F1 Team Kick Sauber     | Kick Sauber-Ferrari          | C44       | Ferrari 066/12      | P    | 77      | Valtteri Bottas  | BOT     | 1-24               | Robert Shwartzman Théo Pourchaire Zane Maloney                     |                                |
| McLaren Formula 1 Team        | McLaren-Mercedes             | MCL38     | Mercedes-AMG F1 M15 | P    | 4       | Lando Norris     | NOR     | 1-24               | Patricio O'Ward Ryō Hirakawa Mick Schumacher                       |                                |
| McLaren Formula 1 Team        | McLaren-Mercedes             | MCL38     | Mercedes-AMG F1 M15 | P    | 81      | Oscar Piastri    | PIA     | 1-24               | Patricio O'Ward Ryō Hirakawa Mick Schumacher                       |                                |
| Mercedes-AMG Petronas F1 Team | Mercedes                     | F1 W15    | Mercedes-AMG F1 M15 | P    | 44      | Lewis Hamilton   | HAM     | 1-24               | Andrea Kimi Antonelli Frederik Vesti Mick Schumacher               |                                |
| Mercedes-AMG Petronas F1 Team | Mercedes                     | F1 W15    | Mercedes-AMG F1 M15 | P    | 63      | George Russell   | RUS     | 1-24               | Andrea Kimi Antonelli Frederik Vesti Mick Schumacher               |                                |
| Visa Cash App RB F1 Team      | RB-Honda RBPT                | VCARB 01  | Honda RBPTH002      | P    | 3       | Daniel Ricciardo | RIC     | 1-18               | Ayumu Iwasa Isack Hadjar                                           |                                |
| Visa Cash App RB F1 Team      | RB-Honda RBPT                | VCARB 01  | Honda RBPTH002      | P    | 22      | Yuki Tsunoda     | TSU     | 1-24               | Ayumu Iwasa Isack Hadjar                                           |                                |
| Visa Cash App RB F1 Team      | RB-Honda RBPT                | VCARB 01  | Honda RBPTH002      | P    | 30      | Liam Lawson      | LAW     | 19-24              | Ayumu Iwasa Isack Hadjar                                           |                                |
| Oracle Red Bull Racing        | Red Bull Racing-Honda RBPT   | RB20      | Honda RBPTH002      | P    | 11      | Sergio Pérez     | PER     | 1-24               | Ayumu Iwasa Isack Hadjar                                           |                                |
| Oracle Red Bull Racing        | Red Bull Racing-Honda RBPT   | RB20      | Honda RBPTH002      | P    | 1       | Max Verstappen   | VER     | 1-24               | Ayumu Iwasa Isack Hadjar                                           |                                |
| Williams Racing               | Williams-Mercedes            | FW46      | Mercedes-AMG F1 M15 | P    | 2       | Logan Sargeant   | SAR     | 1-2, 4-15          | Franco Colapinto Luke Browning                                     |                                |
| Williams Racing               | Williams-Mercedes            | FW46      | Mercedes-AMG F1 M15 | P    | 23      | Alexander Albon  | ALB     | 1-24               | Franco Colapinto Luke Browning                                     |                                |
| Williams Racing               | Williams-Mercedes            | FW46      | Mercedes-AMG F1 M15 | P    | 43      | Franco Colapinto | COL     | 16-24              | Franco Colapinto Luke Browning                                     |                                |
| Fonte:                        |                              |           |                     |      |         |                  |         |                    |                                                                    |                                |

### Mudanças nas equipes
- A Alfa Romeo encerrou sua parceria com a Sauber e se retirou da Fórmula 1 no final da temporada de 2023,[76] enquanto a Sauber se prepara para se tornar a equipe de fábrica oficial da Audi em 2026.[77] Com isso, a equipe suíça foi rebatizada como "Stake F1 Team Kick Sauber" para as temporadas de 2024 e 2025. Retornando assim o nome "Sauber", que havia estado presente no grid da Fórmula 1 pela última vez na temporada de 2018.[37]
- A Scuderia AlphaTauri apareceu na lista de entrada da Fórmula 1 para a temporada de 2024 com o nome provisório de "Scuderia AlphaTauri RB",[78] com o novo nome definitivo sendo confirmado posteriormente como Visa Cash App RB F1 Team.[57][79] Com o acrônimo "RB" sendo o nome de construtor da equipe que é operada pela empresa Racing Bulls S.p.A.[80] As operações de aerodinâmica da equipe também foram transferidas para Milton Keynes, no Reino Unido, em meio a uma reestruturação de gestão.[81]
- A temporada de 2024 foi a última de Sergio Pérez, Daniel Ricciardo e Valtteri Bottas como titulares. O mexicano foi demitido da Red Bull, o australiano foi sacado da RB e Bottas deixou a Sauber para se tornar piloto reserva da Mercedes, equipe que defendeu como titular entre 2017 e 2021.

### Mudanças nos pilotos
A única mudança nos pilotos contratados no início de 2023 ocorreu na antiga equipe AlphaTauri, que substituiu Nyck de Vries por Daniel Ricciardo a partir do Grande Prêmio da Hungria de 2023. Todas as combinações de pilotos e equipes que competiram na rodada final da temporada de 2023 permaneceram inalteradas para o início da temporada de 2024, fato este que ocorreu pela primeira vez na história do Campeonato Mundial de Fórmula 1.

#### Mudanças no meio da temporada
Carlos Sainz Jr. foi forçado a desistir do Grande Prêmio da Arábia Saudita após ser diagnosticado com apendicite. Ele foi substituído pelo piloto reserva da Ferrari, Oliver Bearman, que fez sua estreia na Fórmula 1.
A partir do Grande Prêmio da Itália, o piloto de Fórmula 2, Franco Colapinto, substituiu Logan Sargeant na Williams, fazendo sua estreia na Fórmula 1, sendo o primeiro argentino a correr na categoria em 23 anos. O último havia sido Gastón Mazzacane, em 2001, quando defendia a equipe Prost Grand Prix.
Kevin Magnussen recebeu dois pontos de penalidade por causa de uma colisão em Pierre Gasly no Grande Prêmio da Itália, elevando seu total para doze pontos de penalidade em doze meses e desencadeando uma proibição automática de corrida para o Grande Prêmio do Azerbaijão seguinte. Ele foi substituído por Bearman, que será titular na equipe a partir de 2025. Magnussen retornou no subsequente Grande Prêmio de Singapura.
Antes do Grande Prêmio dos Estados Unidos, foi anunciado que Daniel Ricciardo deixaria a RB. Ele foi substituído pelo piloto reserva Liam Lawson, que correu na temporada de 2023 no lugar do já mencionado Ricciardo na mesma equipe conhecida como AlphaTauri.
O piloto reserva Jack Doohan, promovido ao posto de titular em 2025, substituiu Esteban Ocon na Alpine no Grande Prêmio de Abu Dhabi, depois que Ocon foi autorizado a desocupar seu assento para dirigir pela Haas no teste de pós-temporada. Doohan fez sua estreia na Fórmula 1, após ficar um ano como reserva da Alpine e ser terceiro colocado na Fórmula 2 em 2023.

## Calendário

Os países em verde sediaram etapas do campeonato de 2024, enquanto os marcados em cinza escuro já sediaram um Grande Prêmio ao menos uma vez na história.

O calendário de 2024 compreende um recorde de vinte e quatro Grandes Prêmios. Os Grandes Prêmios da China, de Miami, da Áustria, dos Estados Unidos, de São Paulo e do Catar contaram com o formato sprint.
| Grande Prêmio | Grande Prêmio                     | Circuito                                          | Data           |
| ------------- | --------------------------------- | ------------------------------------------------- | -------------- |
| 1             | Grande Prêmio do Barém            | Circuito Internacional do Barém, Sakhir           | 2 de março     |
| 2             | Grande Prêmio da Arábia Saudita   | Circuito da Corniche de Gidá, Gidá                | 9 de março     |
| 3             | Grande Prêmio da Austrália        | Circuito do Grande Prêmio de Melbourne, Melbourne | 24 de março    |
| 4             | Grande Prêmio do Japão            | Curso Internacional de Corridas de Suzuka, Suzuka | 7 de abril     |
| 5             | Grande Prêmio da China            | Circuito Internacional de Xangai, Xangai          | 21 de abril    |
| 6             | Grande Prêmio de Miami            | Autódromo Internacional de Miami, Miami Gardens   | 5 de maio      |
| 7             | Grande Prêmio da Emília-Romanha   | Autódromo Enzo e Dino Ferrari, Ímola              | 19 de maio     |
| 8             | Grande Prêmio de Mônaco           | Circuito de Mônaco, Monte Carlo                   | 26 de maio     |
| 9             | Grande Prêmio do Canadá           | Circuito Gilles Villeneuve, Montreal              | 9 de junho     |
| 10            | Grande Prêmio da Espanha          | Circuito de Barcelona-Catalunha, Montmeló         | 23 de junho    |
| 11            | Grande Prêmio da Áustria          | Red Bull Ring, Spielberg                          | 30 de junho    |
| 12            | Grande Prêmio da Grã-Bretanha     | Circuito de Silverstone, Silverstone              | 7 de julho     |
| 13            | Grande Prêmio da Hungria          | Hungaroring, Mogyoród                             | 21 de julho    |
| 14            | Grande Prêmio da Bélgica          | Circuito de Spa-Francorchamps, Stavelot           | 28 de julho    |
| 15            | Grande Prêmio dos Países Baixos   | Circuito de Zandvoort, Zandvoort                  | 25 de agosto   |
| 16            | Grande Prêmio da Itália           | Autódromo Nacional de Monza, Monza                | 1 de setembro  |
| 17            | Grande Prêmio do Azerbaijão       | Circuito Urbano de Bacu, Bacu                     | 15 de setembro |
| 18            | Grande Prêmio de Singapura        | Circuito Urbano de Marina Bay, Singapura          | 22 de setembro |
| 19            | Grande Prêmio dos Estados Unidos  | Circuito das Américas, Austin                     | 20 de outubro  |
| 20            | Grande Prêmio da Cidade do México | Autódromo Hermanos Rodríguez, Cidade do México    | 27 de outubro  |
| 21            | Grande Prêmio de São Paulo        | Autódromo José Carlos Pace, São Paulo             | 3 de novembro  |
| 22            | Grande Prêmio de Las Vegas        | Circuito Urbano de Las Vegas, Las Vegas           | 23 de novembro |
| 23            | Grande Prêmio do Catar            | Circuito Internacional de Lusail, Lusail          | 1 de dezembro  |
| 24            | Grande Prêmio de Abu Dhabi        | Circuito de Yas Marina, Abu Dhabi                 | 8 de dezembro  |
|               |                                   |                                                   |                |
|               |                                   |                                                   |                |
| Fontes:       |                                   |                                                   |                |

### Expansão e mudanças no calendário
- O Grande Prêmio da China retornou ao calendário pela primeira vez desde 2019, após ter sido cancelado por quatro anos consecutivos devido às dificuldades apresentadas pela pandemia de COVID-19 no país.[87]

- O Grande Prêmio da Emília-Romanha, que foi precocemente cancelado em 2023 devido às enchentes na região, está programado para retornar ao calendário.[87]

## Calendário de lançamento dos carros
| Equipe      | Chassis  | Data           |
| ----------- | -------- | -------------- |
| Haas        | VF-24    | 2 de fevereiro |
| Williams    | FW46     | 5 de fevereiro |
| Kick Sauber | C44      | 5 de fevereiro |
| Alpine      | A524     | 7 de fevereiro |
| RB          | VCARB 01 | 8 de fevereiro |

| Equipe              | Chassis | Data            |
| ------------------- | ------- | --------------- |
| Aston Martin Aramco | AMR24   | 12 de fevereiro |
| Ferrari             | SF-24   | 13 de fevereiro |
| McLaren             | MCL38   | 14 de fevereiro |
| Mercedes            | F1 W15  | 14 de fevereiro |
| Red Bull Racing     | RB20    | 15 de fevereiro |

## Pré-temporada
Os testes de pré-temporada confirmados foram realizados de 21 a 23 de fevereiro de 2024 no Circuito Internacional do Barém, Barém.
(Em negrito, a volta mais rápida de cada semana)
| N.º | Circuito                               | Mapa do circuito | Resultados      | Resultados      | Resultados | Resultados   | Resultados | Resultados | Resultados |
| --- | -------------------------------------- | ---------------- | --------------- | --------------- | ---------- | ------------ | ---------- | ---------- | ---------- |
| 1   | Circuito Internacional do Barém, Barém |                  | Dia             | Piloto          | Equipe     | Melhor tempo | Voltas     | Pneu       | Ref.       |
| 1   | Circuito Internacional do Barém, Barém | 21 de fevereiro  | Max Verstappen  | Red Bull Racing | 1:31.144   | 142          |            | [ 91 ]     |            |
| 1   | Circuito Internacional do Barém, Barém | 22 de fevereiro  | Carlos Sainz    | Ferrari         | 1:29.921   | 84           |            | [ 92 ]     |            |
| 1   | Circuito Internacional do Barém, Barém | 23 de fevereiro  | Charles Leclerc | Ferrari         | 1:30.322   | 74           |            | [ 93 ]     |            |

## Resultados e classificação

### Por Grande Prêmio
| Nº | Grande Prêmio                     | Pole Position    | Tempo    | Volta mais rápida | Tempo    | Piloto do dia    | Vencedor         | Equipe                     | Descrição |
| -- | --------------------------------- | ---------------- | -------- | ----------------- | -------- | ---------------- | ---------------- | -------------------------- | --------- |
| 1  | Grande Prêmio do Barém            | Max Verstappen   | 1:29.179 | Max Verstappen    | 1:32.608 | Carlos Sainz Jr. | Max Verstappen   | Red Bull Racing-Honda RBPT | Descrição |
| 2  | Grande Prêmio da Arábia Saudita   | Max Verstappen   | 1:27.472 | Charles Leclerc   | 1:31.632 | Oliver Bearman   | Max Verstappen   | Red Bull Racing-Honda RBPT | Descrição |
| 3  | Grande Prêmio da Austrália        | Max Verstappen   | 1:15.915 | Charles Leclerc   | 1:19:813 | Carlos Sainz Jr. | Carlos Sainz Jr. | Ferrari                    | Descrição |
| 4  | Grande Prêmio do Japão            | Max Verstappen   | 1:28.197 | Max Verstappen    | 1:33.706 | Charles Leclerc  | Max Verstappen   | Red Bull Racing-Honda RBPT | Descrição |
| 5  | Grande Prêmio da China            | Max Verstappen   | 1:33.660 | Fernando Alonso   | 1:37.810 | Lando Norris     | Max Verstappen   | Red Bull Racing-Honda RBPT | Descrição |
| 6  | Grande Prêmio de Miami            | Max Verstappen   | 1:27.241 | Oscar Piastri     | 1:30.634 | Lando Norris     | Lando Norris     | McLaren-Mercedes           | Descrição |
| 7  | Grande Prêmio da Emília-Romanha   | Max Verstappen   | 1:14.746 | George Russell    | 1:18.589 | Lando Norris     | Max Verstappen   | Red Bull Racing-Honda RBPT | Descrição |
| 8  | Grande Prêmio de Mônaco           | Charles Leclerc  | 1:10.270 | Lewis Hamilton    | 1:14.165 | Charles Leclerc  | Charles Leclerc  | Ferrari                    | Descrição |
| 9  | Grande Prêmio do Canadá           | George Russell   | 1:12.000 | Lewis Hamilton    | 1:14.856 | Lando Norris     | Max Verstappen   | Red Bull Racing-Honda RBPT | Descrição |
| 10 | Grande Prêmio da Espanha          | Lando Norris     | 1:11.383 | Lando Norris      | 1:17.115 | Lando Norris     | Max Verstappen   | Red Bull Racing-Honda RBPT | Descrição |
| 11 | Grande Prêmio da Áustria          | Max Verstappen   | 1:04:314 | Fernando Alonso   | 1:07.694 | Lando Norris     | George Russell   | Mercedes                   | Descrição |
| 12 | Grande Prêmio da Grã-Bretanha     | George Russell   | 1:25.819 | Carlos Sainz Jr.  | 1:28.293 | Lewis Hamilton   | Lewis Hamilton   | Mercedes                   | Descrição |
| 13 | Grande Prêmio da Hungria          | Lando Norris     | 1:15.227 | George Russell    | 1:20.305 | Oscar Piastri    | Oscar Piastri    | McLaren-Mercedes           | Descrição |
| 14 | Grande Prêmio da Bélgica          | Charles Leclerc  | 1:53.754 | Sergio Pérez      | 1:44.701 | Lewis Hamilton   | Lewis Hamilton   | Mercedes                   | Descrição |
| 15 | Grande Prêmio dos Países Baixos   | Lando Norris     | 1:09.673 | Lando Norris      | 1:13.817 | Lando Norris     | Lando Norris     | McLaren-Mercedes           | Descrição |
| 16 | Grande Prêmio da Itália           | Lando Norris     | 1:19.327 | Lando Norris      | 1:21.432 | Charles Leclerc  | Charles Leclerc  | Ferrari                    | Descrição |
| 17 | Grande Prêmio do Azerbaijão       | Charles Leclerc  | 1:41.365 | Lando Norris      | 1:45.662 | Oscar Piastri    | Oscar Piastri    | McLaren-Mercedes           | Descrição |
| 18 | Grande Prêmio de Singapura        | Lando Norris     | 1:29.525 | Daniel Ricciardo  | 1:34.486 | Daniel Ricciardo | Lando Norris     | McLaren-Mercedes           | Descrição |
| 19 | Grande Prêmio dos Estados Unidos  | Lando Norris     | 1:32.330 | Esteban Ocon      | 1:37.330 | Charles Leclerc  | Charles Leclerc  | Ferrari                    | Descrição |
| 20 | Grande Prêmio da Cidade do México | Carlos Sainz Jr. | 1:15.946 | Charles Leclerc   | 1:18.336 | Carlos Sainz Jr. | Carlos Sainz Jr. | Ferrari                    | Descrição |
| 21 | Grande Prêmio de São Paulo        | Lando Norris     | 1:23.405 | Max Verstappen    | 1:20.472 | Max Verstappen   | Max Verstappen   | Red Bull Racing-Honda RBPT | Descrição |
| 22 | Grande Prêmio de Las Vegas        | George Russell   | 1:32.312 | Lando Norris      | 1:34.876 | Lewis Hamilton   | George Russell   | Mercedes                   | Descrição |
| 23 | Grande Prêmio do Catar            | George Russell   | 1:20.575 | Lando Norris      | 1:22.384 | Zhou Guanyu      | Max Verstappen   | Red Bull Racing-Honda RBPT | Descrição |
| 24 | Grande Prêmio de Abu Dhabi        | Lando Norris     | 1:22.595 | Kevin Magnussen   | 1:25.637 | Charles Leclerc  | Lando Norris     | McLaren-Mercedes           | Descrição |

### Por Grande Prêmio (Sprint)
| Nº | Grande Prêmio                    | Pole Position  | Tempo    | Vencedor       | Equipe                     | Descrição |
| -- | -------------------------------- | -------------- | -------- | -------------- | -------------------------- | --------- |
| 1  | Grande Prêmio da China           | Lando Norris   | 1:57.940 | Max Verstappen | Red Bull Racing-Honda RBPT | Descrição |
| 2  | Grande Prêmio de Miami           | Max Verstappen | 1:27.641 | Max Verstappen | Red Bull Racing-Honda RBPT | Descrição |
| 3  | Grande Prêmio da Áustria         | Max Verstappen | 1:04.686 | Max Verstappen | Red Bull Racing-Honda RBPT | Descrição |
| 4  | Grande Prêmio dos Estados Unidos | Max Verstappen | 1:32:833 | Max Verstappen | Red Bull Racing-Honda RBPT | Descrição |
| 5  | Grande Prêmio de São Paulo       | Oscar Piastri  | 1:08:899 | Lando Norris   | McLaren-Mercedes           | Descrição |
| 6  | Grande Prêmio do Catar           | Lando Norris   | 1:21.356 | Oscar Piastri  | McLaren-Mercedes           | Descrição |

### Sistema de pontuação
Os pontos são concedidos até o décimo colocado. Um ponto extra é concedido ao piloto que marcar a volta mais rápida durante uma corrida. O ponto adicional só é concedido caso o piloto a ter marcado a volta mais rápida de um Grande Prêmio esteja entre os dez primeiros colocados na classificação final da corrida. Não é dado ponto se a volta mais rápida for marcada por um piloto que não esteja entre as dez primeiras posições no final da corrida. A partir de 2025, o ponto extra para a volta mais rápida da corrida deixa de existir, voltando a ser como antes.
Grandes Prêmios
| Posição | 1º | 2º | 3º | 4º | 5º | 6º | 7º | 8º | 9º | 10º | VMR* |
| Pontos  | 25 | 18 | 15 | 12 | 10 | 8  | 6  | 4  | 2  | 1   | 1    |
| Sprint  | 8  | 7  | 6  | 5  | 4  | 3  | 2  | 1  |    |     |      |

### Campeonato de Pilotos
| Pos. | N.º   | Piloto           | BAR | SAU | AUS | JAP | CHN | MIA | EMI | MON | CAN | ESP | AUT  | GBR | HUN | BEL | NED | ITA | AZE | SIN | EUA  | MEX | SAP  | LAS | QAT  | ABU | Ptos. |
| ---- | ----- | ---------------- | --- | --- | --- | --- | --- | --- | --- | --- | --- | --- | ---- | --- | --- | --- | --- | --- | --- | --- | ---- | --- | ---- | --- | ---- | --- | ----- |
| 1    | 1     | Max Verstappen   | 1   | 1   | Ret | 1   | 1   | 21  | 1   | 6   | 1   | 1   | 51   | 2   | 5   | 4   | 2   | 6   | 5   | 2   | 31   | 6   | 14   | 5   | 18   | 6   | 437   |
| 2    | 4     | Lando Norris     | 6   | 8   | 3   | 5   | 26  | 1   | 2   | 4   | 2   | 2   | 20†3 | 3   | 2   | 5   | 1   | 3   | 4   | 1   | 43   | 2   | 61   | 6   | 102  | 1   | 374   |
| 3    | 16    | Charles Leclerc  | 4   | 3   | 2   | 4   | 4   | 32  | 3   | 1   | Ret | 5   | 117  | 14  | 4   | 3   | 3   | 1   | 2   | 5   | 14   | 3   | 53   | 4   | 25   | 3   | 356   |
| 4    | 81    | Oscar Piastri    | 8   | 4   | 4   | 8   | 87  | 136 | 4   | 2   | 5   | 7   | 2    | 4   | 1   | 2   | 4   | 2   | 1   | 3   | 5    | 8   | 82   | 7   | 31   | 10  | 292   |
| 5    | 55    | Carlos Sainz Jr. | 3   | NP  | 1   | 3   | 5   | 5   | 5   | 3   | Ret | 6   | 35   | 5   | 6   | 6   | 5   | 4   | 17† | 7   | 2    | 1   | Ret5 | 3   | 64   | 2   | 290   |
| 6    | 63    | George Russell   | 5   | 6   | 17† | 7   | 68  | 8   | 7   | 5   | 3   | 4   | 14   | Ret | 8   | DSQ | 7   | 7   | 3   | 4   | 65   | 5   | 46   | 1   | 43   | 5   | 245   |
| 7    | 44    | Lewis Hamilton   | 7   | 9   | Ret | 9   | 92  | 6   | 6   | 7   | 4   | 3   | 46   | 1   | 3   | 1   | 8   | 5   | 9   | 6   | Ret6 | 4   | 10   | 2   | 126  | 4   | 223   |
| 8    | 11    | Sergio Pérez     | 2   | 2   | 5   | 2   | 3   | 43  | 8   | Ret | Ret | 8   | 78   | 17  | 7   | 7   | 6   | 8   | 18† | 10  | 7    | 17  | 118  | 10  | Ret  | Ret | 152   |
| 9    | 14    | Fernando Alonso  | 9   | 5   | 8   | 6   | 7   | 9   | 19  | 11  | 6   | 12  | 18   | 8   | 11  | 8   | 10  | 11  | 6   | 8   | 13   | Ret | 14   | 11  | 7    | 9   | 70    |
| 10   | 10    | Pierre Gasly     | 18  | Ret | 13  | 16  | 13  | 12  | 16  | 10  | 9   | 9   | 10   | NL  | Ret | 13  | 9   | 15  | 12  | 17  | 12   | 10  | 37   | Ret | 5    | 7   | 42    |
| 11   | 27    | Nico Hülkenberg  | 16  | 10  | 9   | 11  | 10  | 117 | 11  | Ret | 11  | 11  | 6    | 6   | 13  | 17  | 11  | 17  | 11  | 9   | 8    | 9   | DSQ  | 8   | Ret7 | 8   | 41    |
| 12   | 22    | Yuki Tsunoda     | 14  | 14  | 7   | 10  | Ret | 78  | 10  | 8   | 14  | 19  | 15   | 10  | 9   | 16  | 17  | Ret | Ret | 12  | 14   | Ret | 7    | 9   | 13   | 12  | 30    |
| 13   | 18    | Lance Stroll     | 10  | Ret | 6   | 12  | 15  | 17  | 9   | 14  | 7   | 14  | 13   | 7   | 10  | 11  | 12  | 19  | 19† | 14  | 15   | 11  | NL   | 15  | Ret  | 14  | 24    |
| 14   | 31    | Esteban Ocon     | 17  | 13  | 16  | 15  | 11  | 10  | 14  | Ret | 10  | 10  | 12   | 16  | 18  | 9   | 15  | 14  | 15  | 13  | 18   | 13  | 2    | 17  | Ret  | NP  | 23    |
| 15   | 20    | Kevin Magnussen  | 12  | 12  | 10  | 13  | 16  | 18  | 12  | Ret | 12  | 17  | 8    | 12  | 15  | 14  | 18  | 10  | NP  | 19† | 117  | 7   | NP   | 12  | 9    | 16  | 16    |
| 16   | 23    | Alexander Albon  | 15  | 11  | 11  | Ret | 12  | 19  | Ret | 9   | Ret | 18  | 14   | 9   | 14  | 12  | 14  | 9   | 7   | Ret | 16   | Ret | NL   | Ret | 15   | 11  | 12    |
| 17   | 3     | Daniel Ricciardo | 13  | 16  | 12  | Ret | Ret | 154 | 13  | 12  | 8   | 15  | 9    | 13  | 12  | 10  | 13  | 12  | 13  | 18  | NP   | NP  | NP   | NP  | NP   | NP  | 12    |
| 18   | 38/50 | Oliver Bearman   | NP  | 7   | NP  | NP  | NP  | NP  | NP  | NP  | NP  | NP  | NP   | NP  | NP  | NP  | NP  | NP  | 10  | NP  | NP   | NP  | 12   | NP  | NP   |     | 7     |
| 19   | 43    | Franco Colapinto | NP  | NP  | NP  | NP  | NP  | NP  | NP  | NP  | NP  | NP  | NP   | NP  | NP  | NP  | NP  | 13  | 8   | 11  | 10   | 12  | Ret  | 14  | Ret  | Ret | 5     |
| 20   | 24    | Guanyu Zhou      | 11  | 18  | 15  | Ret | 14  | 14  | 15  | 16  | 15  | 13  | 17   | 18  | 19  | Ret | 20  | 18  | 14  | 15  | 19   | 15  | 15   | 13  | 8    | 13  | 4     |
| 21   | 30    | Liam Lawson      | NP  | NP  | NP  | NP  | NP  | NP  | NP  | NP  | NP  | NP  | NP   | NP  | NP  | NP  | NP  | NP  | NP  | NP  | 9    | 16  | 9    | 16  | 14   | 17† | 4     |
| 22   | 2     | Logan Sargeant   | 20  | 15  | NP  | 17  | 17  | Ret | 17  | 15  | Ret | 20  | 19   | 11  | 17  | 18  | 16  | NP  | NP  | NP  | NP   | NP  | NP   | NP  | NP   | NP  | 0     |
| 23   | 77    | Valtteri Bottas  | 19  | 17  | 14  | 14  | Ret | 16  | 18  | 13  | 13  | 16  | 16   | 15  | 16  | 15  | 19  | 16  | 16  | 16  | 17   | 14  | 13   | 18  | 11   | Ret | 0     |
| 24   | 61    | Jack Doohan      | NP  | NP  | NP  | NP  | NP  | NP  | NP  | NP  | NP  | NP  | NP   | NP  | NP  | NP  | NP  | NP  | NP  | NP  | NP   | NP  | NP   | NP  | NP   | 15  | 0     |
| Pos. | N.º   | Piloto           | BAR | SAU | AUS | JAP | CHN | MIA | EMI | MON | CAN | ESP | AUT  | GBR | HUN | BEL | NED | ITA | AZE | SIN | EUA  | MEX | SAP  | LAS | QAT  | ABU | Ptos. |

| Cor       | Ouro                 | Prata           | Bronze                | Verde                | Azul                 | Púrpura          | Vermelho             |
| Resultado | Vencedor             | 2.º lugar       | 3.º lugar             | Terminou, nos pontos | Terminou, sem pontos | Retirou-se (Ret) | Não qualificado (NQ) |
|           |                      |                 |                       |                      |                      |                  |                      |
| Cor       | Preto                | Branco          | Branco                | Azul claro           | Sem cor              | Sem cor          | Sem cor              |
| Resultado | Desqualificado (DSQ) | Não largou (NL) | Corrida cancelada (C) | Apenas treino (AT)   | Não participou (NP)  | Lesionado (Les)  | Excluído (EX)        |

Negrito – Pole position

Itálico – Volta mais rápida

† – Classificado por ter completado mais de 90% da prova

²/³ – Resultado da qualificação de sprint

### Campeonato de Construtores
| Pos. | Construtor                   | N.º | BAR | SAU         | AUS | JAP | CHN | MIA | EMI | MON | CAN | ESP | AUT  | GBR | HUN | BEL | NED | ITA | AZE       | SIN | EUA  | MEX | SAP       | LAS | QAT  | ABU | Pts.  |
| ---- | ---------------------------- | --- | --- | ----------- | --- | --- | --- | --- | --- | --- | --- | --- | ---- | --- | --- | --- | --- | --- | --------- | --- | ---- | --- | --------- | --- | ---- | --- | ----- |
| 1    | McLaren-Mercedes             | 4   | 6   | 8           | 3   | 5   | 26  | 1   | 2   | 4   | 2   | 2   | 20†3 | 3   | 2   | 5   | 1   | 3   | 4         | 1   | 43   | 2   | 61        | 6   | 102  | 1   | 666   |
| 1    | McLaren-Mercedes             | 81  | 8   | 4           | 4   | 8   | 87  | 136 | 4   | 2   | 5   | 7   | 2    | 4   | 1   | 2   | 4   | 2   | 1         | 3   | 5    | 8   | 82        | 7   | 31   | 10  | 666   |
| 2    | Ferrari                      | 16  | 4   | 3           | 2   | 4   | 4   | 32  | 3   | 1   | Ret | 5   | 117  | 14  | 4   | 3   | 3   | 1   | 2         | 5   | 14   | 3   | 53        | 4   | 25   | 3   | 652   |
| 2    | Ferrari                      | 38  | NP  | 7           | NP  | NP  | NP  | NP  | NP  | NP  | NP  | NP  | NP   | NP  | NP  | NP  | NP  | NP  | 10 (Haas) | NP  | NP   | NP  | 12 (Haas) | NP  | NP   | NP  | 652   |
| 2    | Ferrari                      | 55  | 3   | NP          | 1   | 3   | 5   | 5   | 5   | 3   | Ret | 6   | 35   | 5   | 6   | 6   | 5   | 4   | 17†       | 7   | 2    | 1   | Ret5      | 3   | 64   | 2   | 652   |
| 3    | Red Bull Racing-Honda RBPT   | 1   | 1   | 1           | Ret | 1   | 1   | 21  | 1   | 6   | 1   | 1   | 51   | 2   | 5   | 4   | 2   | 6   | 5         | 2   | 31   | 6   | 14        | 5   | 18   | 6   | 589   |
| 3    | Red Bull Racing-Honda RBPT   | 11  | 2   | 2           | 5   | 2   | 3   | 43  | 8   | Ret | Ret | 8   | 78   | 17  | 7   | 7   | 6   | 8   | 18†       | 10  | 7    | 17  | 118       | 10  | Ret  | Ret | 589   |
| 4    | Mercedes                     | 44  | 7   | 9           | Ret | 9   | 92  | 6   | 6   | 7   | 4   | 3   | 46   | 1   | 3   | 1   | 8   | 5   | 9         | 6   | Ret6 | 4   | 10        | 2   | 126  | 4   | 468   |
| 4    | Mercedes                     | 63  | 5   | 6           | 17† | 7   | 68  | 8   | 7   | 5   | 3   | 4   | 14   | Ret | 8   | DSQ | 7   | 7   | 3         | 4   | 65   | 5   | 46        | 1   | 43   | 5   | 468   |
| 5    | Aston Martin Aramco-Mercedes | 14  | 9   | 5           | 8   | 6   | 7   | 9   | 19  | 11  | 6   | 12  | 18   | 8   | 11  | 8   | 10  | 11  | 6         | 8   | 13   | Ret | 14        | 11  | 7    | 9   | 94    |
| 5    | Aston Martin Aramco-Mercedes | 18  | 10  | Ret         | 6   | 12  | 15  | 17  | 9   | 14  | 7   | 14  | 13   | 7   | 10  | 11  | 12  | 19  | 19†       | 14  | 15   | 11  | NL        | 15  | Ret  | 14  | 94    |
| 6    | Alpine-Renault               | 10  | 18  | Ret         | 13  | 16  | 13  | 12  | 16  | 10  | 9   | 9   | 10   | NL  | Ret | 13  | 9   | 15  | 12        | 17  | 12   | 10  | 37        | Ret | 5    | 7   | 65    |
| 6    | Alpine-Renault               | 31  | 17  | 13          | 16  | 15  | 11  | 10  | 14  | Ret | 10  | 10  | 12   | 16  | 18  | 9   | 15  | 14  | 15        | 13  | 18   | 13  | 2         | 17  | Ret  | NP  | 65    |
| 6    | Alpine-Renault               | 61  | NP  | NP          | NP  | NP  | NP  | NP  | NP  | NP  | NP  | NP  | NP   | NP  | NP  | NP  | NP  | NP  | NP        | NP  | NP   | NP  | NP        | NP  | NP   | 15  | 65    |
| 7    | Haas-Ferrari                 | 20  | 12  | 12          | 10  | 13  | 16  | 18  | 12  | Ret | 12  | 17  | 8    | 12  | 15  | 14  | 18  | 10  | NP        | 19† | 117  | 7   | NP        | 12  | 9    | 16  | 58    |
| 7    | Haas-Ferrari                 | 27  | 16  | 10          | 9   | 11  | 10  | 117 | 11  | Ret | 11  | 11  | 6    | 6   | 13  | 17  | 11  | 17  | 11        | 9   | 8    | 9   | DSQ       | 8   | Ret7 | 8   | 58    |
| 7    | Haas-Ferrari                 | 50  | NP  | 7 (Ferrari) | NP  | NP  | NP  | NP  | NP  | NP  | NP  | NP  | NP   | NP  | NP  | NP  | NP  | NP  | 10        | NP  | NP   | NP  | 12        | NP  | NP   | NP  | 58    |
| 8    | RB-Honda RBPT                | 3   | 13  | 16          | 12  | Ret | Ret | 154 | 13  | 12  | 8   | 15  | 9    | 13  | 12  | 10  | 13  | 12  | 13        | 18  | NP   | NP  | NP        | NP  | NP   | NP  | 46    |
| 8    | RB-Honda RBPT                | 22  | 14  | 14          | 7   | 10  | Ret | 78  | 10  | 8   | 14  | 19  | 15   | 10  | 9   | 16  | 17  | Ret | Ret       | 12  | 14   | Ret | 7         | 9   | 13   | 12  | 46    |
| 8    | RB-Honda RBPT                | 30  | NP  | NP          | NP  | NP  | NP  | NP  | NP  | NP  | NP  | NP  | NP   | NP  | NP  | NP  | NP  | NP  | NP        | NP  | 9    | 16  | 9         | 16  | 14   | 17† | 46    |
| 9    | Williams-Mercedes            | 2   | 20  | 15          | NP  | 17  | 17  | Ret | 17  | 15  | Ret | 20  | 19   | 11  | 17  | 18  | 16  | NP  | NP        | NP  | NP   | NP  | NP        | NP  | NP   | NP  | 17    |
| 9    | Williams-Mercedes            | 23  | 15  | 11          | 11  | Ret | 12  | 19  | Ret | 9   | Ret | 18  | 14   | 9   | 14  | 12  | 14  | 9   | 7         | Ret | 16   | Ret | NL        | Ret | 15   | 11  | 17    |
| 9    | Williams-Mercedes            | 43  | NP  | NP          | NP  | NP  | NP  | NP  | NP  | NP  | NP  | NP  | NP   | NP  | NP  | NP  | NP  | 13  | 8         | 11  | 10   | 12  | Ret       | 14  | Ret  | Ret | 17    |
| 10   | Kick Sauber-Ferrari          | 24  | 11  | 18          | 15  | Ret | 14  | 14  | 15  | 16  | 15  | 13  | 17   | 18  | 19  | Ret | 20  | 18  | 14        | 15  | 19   | 15  | 15        | 13  | 8    | 13  | 4     |
| 10   | Kick Sauber-Ferrari          | 77  | 19  | 17          | 14  | 14  | Ret | 16  | 18  | 13  | 13  | 16  | 16   | 15  | 16  | 15  | 19  | 16  | 16        | 16  | 17   | 14  | 13        | 18  | 11   | Ret | 4     |
| Pos. | Construtor                   | N.º | BHR | SAU         | AUS | JPN | CHN | MIA | EMI | MON | CAN | ESP | AUT  | GBR | HUN | BEL | NED | ITA | AZE       | SIN | EUA  | CMX | SAP       | LAS | QAT  | ABU | Ptos. |

| Cor       | Ouro                 | Prata           | Bronze                | Verde                | Azul                 | Púrpura          | Vermelho             |
| Resultado | Vencedor             | 2.º lugar       | 3.º lugar             | Terminou, nos pontos | Terminou, sem pontos | Retirou-se (Ret) | Não qualificado (NQ) |
|           |                      |                 |                       |                      |                      |                  |                      |
| Cor       | Preto                | Branco          | Branco                | Azul claro           | Sem cor              | Sem cor          | Sem cor              |
| Resultado | Desqualificado (DSQ) | Não largou (NL) | Corrida cancelada (C) | Apenas treino (AT)   | Não participou (NP)  | Lesionado (Les)  | Excluído (EX)        |

Negrito – Pole position

Itálico – Volta mais rápida

† – Classificado por ter completado mais de 90% da prova

²/³ – Resultado da qualificação de sprint

## Transmissão no Brasil
A Band tinha contrato para transmitir a categoria até dezembro de 2025, no entanto, a emissora paulista acumulou dívidas relacionadas à divisão de receitas desde 2021, e a situação se agravou em 2024, quando uma das patrocinadoras, a casa de apostas "Faz o Bet Aí", deixou de pagar valores relacionados à sua quota de patrocínio, e a Band teve dificuldades de localizar o grupo que seria proprietário da empresa, a TF Capital.
Assim, a Liberty Media, detentora dos direitos de transmissão, quis rescindir o contrato. O portal F5 divulgou em primeira mão que a Globo voltaria a transmitir a Fórmula 1 a partir de 2025, encerrando um hiato de 5 anos sem exibir a categoria. A emissora carioca já estava definindo sua equipe de transmissão, e em 16 de outubro de 2024, durante o Upfront Globo, um evento destinado a divulgar as novidades da emissora para o ano seguinte, eles fizeram referências à Fórmula 1, com a presença de um protótipo de carro de fórmula com os logotipos da TV Globo, Globoplay, SporTV e GE descendo do teto ao som do "Tema da Vitória", um telão ao fundo exibindo a bandeira quadriculada e uma pista de corridas, e a frase "SERÁ?".
No entanto, um dia depois, a Band divulgou que já tinha colocado seus pagamentos em dia e que não aceitaria as condições do distrato oferecido pela Liberty, optando por rejeitar a rescisão contratual e por continuar transmitindo a Fórmula 1 em 2025. Em resposta, a Globo segue afirmando que irá transmitir a categoria a partir do próximo ano.